# Le Maître des lieux
Pour plus de détails, voir Fiche technique et Distribution.
Le Maître des lieux (L’Homme de la maison au Québec) (titre original : Man of the house) est un film américain réalisé par James Orr et sorti en 1995. En France, il a été directement diffusé à la télévision en 2000.

## Synopsis
À onze ans, Ben n'apprécie pas le nouveau compagnon de sa mère, récemment divorcée. Alors que le couple annonce leur mariage, Ben  décide d'emmener Jack, le futur beau-père, dans un camp dont les activités peuvent permettre de consolider les liens père-fils espérant le faire fuir. Durant le séjour, Jack et Ben finissent par se découvrir une grande complicité...

## Fiche technique
Sauf mention contraire, cette fiche technique est établie à partir d'IMDb
- Titre original : Man of the house
- Titre français : Le Maître des lieux
- Réalisation : James Orr
- Scénario : James Orr et Jim Cruickshank d'après une histoire de David E. Peckinpah et Richard Jefferies
- Direction artistique : David Willson
- Décors : Rose Marie McSherry
  - Création des décors : Lawrence G. Paull
- Costumes : Tom Bronson, Toni Burroughs-Rutter
- Photographie : Jamie Anderson
- Son : Rob Young
  - Mixage son : Craig Berkey, John Ross, Joshua E. Schneider
  - Chef monteur sonore : Craig Berkey
  - Montage son : Mark Cookson, Louis Creveling, Danielle Ghent, David Grant, Frederick Howard, David Melhase, Jason Schmid
- Montage : Harry Keramidas
- Distribution des rôles : Amy Lippens
- Musique : Mark Mancina
- Effets spéciaux : Mike Vézina (coordinateur des effets spéciaux)
- Maquillage : Lee Harman, Victoria Down
- Coiffure : Dorothy D. Fox, Mela Murphy
- Cascades : Kevin J. Andruschak, Yves Cameron, Lauro David Chartrand-DelValle, Dean Choe, Jim Dunn
  - Coordinateur de cascades : Betty Thomas Quee
  - Doublure pour les cascades : Gilbert B. Combs, Ken Kirzinger et John Robotham (doublures de Chevy Chase)
- Production : Bonnie Bruckheimer et Marty Katz
  - Producteur délégué : Margaret South
  - Producteur associé : Casey Grant
- Sociétés de production : All Girl Productions, Forever Girls Productions, Marty Katz Productions et Walt Disney Pictures en association avec Orr & Cruickshank
- Société de distribution : Buena Vista Pictures
- Pays de production :  États-Unis
- Langue originale : anglais
- Format : Couleur (Technicolor) - 35 mm - Son : Dolby Digital
- Genre : Comédie
- Durée : 96 minutes
- Dates de sortie :
  - États-Unis : 3 mars 1995
  - France : 21 juillet 2000 (Sortie directement à la télévision)

## Distribution
- Chevy Chase (VF : Richard Darbois) : Jack Sturgess
- Farrah Fawcett (VF : Béatrice Delfe) : Sandy Archer
- Jonathan Taylor Thomas (VF : Joshua Bucchi) : Ben Archer
- George Wendt (VF : Benoît Allemane) : Chet Bronski
- Art LaFleur (VF : Pierre Laurent) : Red Sweeney
- Richard Portnow (VF : Gérard Rinaldi) : Joey Renda
- David Shiner : Lloyd Small
- Nicholas Garrett (VF : Christophe Lemoine) : Monroe Hill
- Zachary Browne : Norman Bronski
- Richard Foronjy (VF : Marc Alfos) : Murray
- Peter Appel : Tony
- Chief Leonard George (VF : Hervé Bellon) : Leonard Red Crow
- Ron Canada : Bob Younger

## Sorties internationales
Sauf mention contraire, les informations suivantes sont issues de l'IMDb

### Sorties cinéma
- États-Unis : 3 mars 1995
- Brésil : 9 juin 1995
- Royaume-Uni : 9 juin 1995
- Australie : 27 juillet 1995
- Italie : 20 septembre 1996

### Sorties directement en vidéo
- Allemagne : 7 décembre 1995
- Norvège : février 1996
- Hongrie : 1er février 1996
- Japon : 17 mai 1996
- Portugal : 10 décembre 1996

### Sorties directement à la télévision
- France : 21 juillet 2000
- Allemagne : 5 août 2003

## Box-office
- Recettes aux États-Unis : 40 070 995 $ (USD)[1]